# Province de Bari
Pour les articles homonymes, voir Bari (homonymie).
La province de Bari est une ancienne province italienne, dans la région des Pouilles, dont le chef-lieu était Bari. Elle est remplacée par la ville métropolitaine de Bari depuis le 1er janvier 2015.

## Géographie
D'une superficie de 3 825 km2, son territoire correspondait exactement à celui de la ville métropolitaine de Bari, qui lui a succédé.

## Histoire
Créée en 1861, la province cesse d'exister le 31 décembre 2014. Elle est remplacée par la ville métropolitaine de Bari sur le même territoire.

## Divers
La province de Bari est l'aire de production pour l'huile d'olive extra vierge Terra di Bari.